# Chronique byzantino-arabe
La Chronique byzantino-arabe (Chronica byzantia-arabica en latin) est une chronique médiévale datant du VIIIe siècle, aux environs de l'an 741, fusion de deux documents rédigés en Égypte et sur la Péninsule Ibérique. Son auteur est inconnu et elle est considérée comme favorable aux Maures.
Son point de départ est la mort en 601 du roi wisigoth Récarède Ier pour s'achever avec le début du règne du calife omeyyade Hicham ben Abd al-Malik en 724.

## Sources
- (es) Cet article est partiellement ou en totalité issu de l’article de Wikipédia en espagnol intitulé « Crónica bizantina-arábiga » (voir la liste des auteurs).